# ゆうちょ銀行秋田店
ゆうちょ銀行秋田店（ゆうちょぎんこうあきたてん）は、秋田県秋田市中通二丁目にある、ゆうちょ銀行の直営店。かつては秋田貯金事務センターであった。

## 概要
2021年現在、全国で2箇所しかない、ゆうちょ銀行単独拠点(厳密には、同一建物内に郵便局が併設されていない拠点)である。
なお、近隣の郵便局店舗は、秋田駅前郵便局、秋田駅トピコ郵便局となる。
当店はゆうちょ銀行単独店舗ではあるが、有人窓口の取扱時間が特に長い訳ではない（近隣の郵便局と同様に平日9:00～16:00）。
ATMコーナーは窓口フロア内に設置されているため、窓口営業時間外は、外にある「ゆうちょ銀行秋田店前出張所」ATMを利用する形となる。

## 取扱内容

### ゆうちょ銀行秋田店
- 貯金、貸付、為替、振替、振込、国際送金、国債、投資信託、確定拠出年金、変額年金保険、財形定額貯金
- ATM

### ゆうちょ銀行秋田パートナーセンター
- 対顧客のコールセンター業務
- 郵便局の管理・サポート業務等

## 沿革
- 1945年（昭和20年）
  - 7月1日 - 秋田貯金支局として開局[1]。
  - 10月1日 - 事務分掌に伴い、貯金課と証券課を設置[2]。
- 1946年（昭和21年）1月27日 - 秋田市川尻町字総社前に移転[2]。
- 1949年（昭和24年）6月1日 - 逓信省が郵政省と電気通信省に分割するのに伴って、秋田地方貯金局に改称[1]。
- 1957年（昭和32年）
  - 1月20日 - 新局舎が完成[2]。
  - 2月9日 - 新築落成式
  - 2月18日 - 秋田市川尻総社前から新築移転[2]。
- 1962年（昭和37年）4月 - 県内初となる職場保育所を開設[3]。
- 1983年（昭和58年）7月4日 - オンラインシステムを開始[2]。
- 1984年（昭和59年）7月1日 - 秋田貯金事務センターに改称。
- 1996年（平成8年）10月17日 - 秋田貯金事務センター内に秋田暮らしの相談センターが開設[4]。
- 2003年（平成15年）1月4日 - 秋田貯金事務センターが仙台貯金事務センターに統合されたことに伴い、郵便貯金秋田センターに転換。
- 2007年（平成19年）10月1日 - 民営化に伴い、ゆうちょ銀行秋田地域センターに転換。ゆうちょ銀行秋田店が開設。
- 2016年（平成28年）4月1日 - 再編にともない、ゆうちょ銀行秋田地域センターがゆうちょ銀行秋田パートナーセンターに改組。
- 2021年（令和3年）12月30日 - この日をもって、外貨両替の取扱を終了[5]。

## 組織
太平洋戦争の激化に伴い、空襲から東京貯金支局が保管していた恩給原簿を守る目的で、1945年7月に秋田市女子実業学校内に秋田貯金支局として開局。秋田市牛島国民学校に分室を設け恩給給与支給事務および郵便振替貯金口座所管庁として開始した。1945年10月、恩給給与支給事務は東京貯金支局に移管。山形貯金支局から秋田県記号の郵便貯金および証券保管事務を移管されると伴に、貯金課と証券課を設置した。翌年の1946年1月、秋田市川尻町字総社前にあった旧東北重工業株式会社合宿所を買い取り、局舎を移転。1957年2月に旧秋田市立久保田中学校跡地の一角に新局舎を建設し、移転した。

### 秋田地方貯金局
1983年時点
- 局長
- 次長

- 管理課
  - 人事係
  - 管理係
  - 業務係
  - 監査係
  - 厚生係
- 会計課
  - 会計係
  - 庁舎係

- 第一貯金課
  - 計画係
  - 照査係
  - 計理係
  - 審査係

- 第二貯金課
  - 調査係
  - 第一原簿係
  - 第二原簿係
  - 第三原簿係
  - 振替係
  - 加入係
  - 口座係

### 秋田貯金事務センター
2002年時点
- 所長

- 総務課
  - 総務係
  - 業務企画係
  - 営業情報企画係
  - 会計庁務係
  - 郵便貯金相談室

- データ入力課
  - 計画係
  - 総括計理係
  - 財形積立係
  - 調査係

- 貯金課
  - 計画係
  - 貯金総合係
  - 申込書係
  - カード係
  - 自振給与係

### 郵便貯金秋田センター
2006年時点
- 所長
- お客さまサービス課
  - 相談係
  - 第一業務指導係
  - 第二業務指導係